# Ismenias (Maler)
Ismenias (altgriechisch Ἰσμηνίας) war ein im späten 4. Jahrhundert v. Chr. lebender griechischer Maler aus Chalkis.
Er soll ein Tafelbild mit lebensgroßen Figuren gemalt haben, das sich im Erechtheion in Athen befand.